# Potaro
Potaro (anglicky Potaro River) je řeka v Guyaně. Je to levý přítok Essequiba. Je dlouhá 180 km.

## Průběh toku
Pramení na Guyanské vysočině a v místech, kde vtéká do Guyanské nížiny, vytváří četné peřeje a vodopády, z nichž je největší Kaieteur.

## Využití
V povodí řeky byl vyhlášen národní park Kaieteur.